# Alliance AIM
 (octobre 2021).
Si vous disposez d'ouvrages ou d'articles de référence ou si vous connaissez des sites web de qualité traitant du thème abordé ici, merci de compléter l'article en donnant les références utiles à sa vérifiabilité et en les liant à la section « Notes et références ».
L'Alliance AIM était une alliance formée en septembre 1991 avec pour partenaires Apple, IBM et Motorola. L'objectif de cette alliance était de créer de nouveaux standards informatiques autour de l'architecture de processeur PowerPC. Le but affiché de l'alliance était de concurrencer la plateforme dominante à base de processeurs basés sur l'architecture x86, dite Wintel, par la définition d'une nouvelle plateforme ainsi que d'un système d'exploitation nouvelle génération. Le crédo de l'alliance était que les processeurs basés sur l'architecture CISC étaient dans une impasse d'évolution technologique, et que le futur était plutôt tourné vers l'architecture RISC.
Le CPU était constitué de processeurs dérivés du PowerPC, une version mono-processeur du POWER1 d'IBM. Il était prévu qu'IBM et Motorola fabriquent des processeurs pour la nouvelle plateforme. L'architecture de la plateforme reçut le nom de CHRP (pour Common Hardware Reference Platform) et fut par la suite appelée PReP (pour PowerPC Reference Platform). CHRP était en fait une version modifiée de la plateforme RS/6000 d'IBM, modifiée pour accueillir le nouveau style de bus 60x propre au PowerPC.
Apple et IBM montèrent deux nouvelles sociétés appelées Taligent et Kaleida Labs, ces deux entités étant membres de l'alliance. Taligent était formée à partir d'un noyau d'ingénieurs d'Apple dans le but de poser les bases d'un nouveau système d'exploitation adapté au PReP/CHRP dont le nom de code était Pink. Kaleida avait pour but de définir un langage de script orienté objet multimédia qui aurait permis aux développeurs de créer de nouvelles formes d'applications susceptibles d'utiliser pleinement les capacités de calcul de la nouvelle architecture.
Les efforts consentis de la part de Motorola et d'IBM pour promouvoir PReP/CHRP échouèrent quand Apple, IBM et Taligent furent dans l'incapacité de réaliser le système d'exploitation prévu, et quand Apple et IBM ne purent parvenir à un accord concernant la présence d'un port parallèle lors du design de la plateforme. La plateforme fut finalement apte à faire fonctionner des systèmes d'exploitation dérivés d'Unix, ainsi que Windows NT ; cependant ces implémentations ne bénéficièrent pas d'une accélération spectaculaire par rapport à leurs implémentations sur les architectures de type x86 (à la Intel), ce qui eut pour conséquence de modérer la réponse en faveur des systèmes PReP. La machine BeBox, conçue pour supporter le système d'exploitation BeOS, utilisa du hardware PReP mais le résultat final ne fut pas compatible avec les spécifications standard de PReP/CHRP. Kaleida se scinda en 1995. Taligent fut absorbée par IBM en 1998. Quelques machines CHRP furent expédiées en 1997 et 1998, mais l'envol n'eut rien de spectaculaire.
En revanche, le programme PowerPC demeura l'incontestable succès issu de l'alliance AIM ; Apple commença à utiliser des processeurs PowerPC dans ses ordinateurs Macintosh dès 1994. Tous les ordinateurs Apple utilisèrent des processeurs PowerPC jusqu'en 2006, quand Apple décida de transférer toute sa ligne de machines vers les architectures et processeurs d'Intel. Seuls les iPod et iPhone sont restés, jusqu'à ce jour, équipés en processeurs RISC ARM. Ce changement radical d'Apple intervint peu de temps après qu'Apple, insatisfait des processeurs livrés par Motorola pour ses machines, se tourna vers IBM qui ne parvint pas, selon Apple, à maintenir un niveau adéquat pour le développement et le futur des processeurs G5 et suivants. Les processeurs PowerPC ont continué à avoir un succès considérable dans le domaine de l'informatique embarquée, où ils restent les processeurs dominants, ainsi que dans le domaine des consoles de jeu vidéo, qui pour la 7e génération, embarquaient toutes des processeurs PowerPC.

## Voir également
Une initiative équivalente, et concurrente, fut initiée dans le monde de l'architecture x86 et pris le nom de Advanced Computing Environment. Ce groupe tenta de définir un nouveau PC compétitif connu sous le nom de Advanced RISC Computing (ARC), basé sur une architecture MIPS. La version boot originale de Windows NT était basée sur ARC.

## Power.org
Power.org fut fondé en 2004 par IBM et 15 partenaires pour développer et promouvoir les avancées technologiques et commerciales liées à l'architecture de processeur Power, c'est-à-dire le PowerPC et POWER, ainsi que leurs applications dédiées. Freescale, la filiale indépendante crée à partir de l'activité processeurs de Motorola rejoint Power.org en 2006. Le consortium regroupe aujourd'hui plus de 40 compagnies et institutions.

## Référence
- The PowerPC Alliance – Charles R. Moore et Russel C. Stanphill, 1994